# 声調
声調（せいちょう）、またはトーン（英語: tone）とは、言語において意味の区別に用いる音の高低のパターンである。声調を用いる言語を声調言語（トーン言語）という。

## アクセントとの関係
アクセントと声調は、ある語の中で高さの違いを示す特定の音節を指定する事で複数の型に分類可能であればアクセント、そうでなければ声調という区分けがなされる場合もある。しかし、アクセント言語と声調言語は明確に区別されるものではない。モイラ・イップは両者は声調の数と密度が異なるだけの連続体であるに過ぎず、アクセント言語は声調言語の下位区分であるとしている。イップの見解に従えば、日本語やセルビア・クロアチア語、オランダ語の一部といったアクセント言語も、広義の声調言語に含まれる事となる。

## 声調の種類
音節声調
段位声調（level tone）アフリカのイボ語・エウェ語・ハウサ語・ヨルバ語など、各音節が持つ相対的な音の高低の違いの組み合わせを区別するものを言う。
曲線声調（contour tone）1音節内での声の高低が変わるようなものをいう。中国語、タイ語、ベトナム語、オト・マンゲ語族のいくつかの言語などでは、段位声調に加えて曲線声調がある。
単語声調スウェーデン語、ノルウェー語など、単語全体のなかで音の高低の違いのパターンを区別するものをいう。高低アクセントのように単語内のどこで高さが変わるかは決まっていない。
日本語のように、単語中の特定の音節またはモーラでのみ高低の区別をするものについては、高低アクセントを参照。（ただし、日本にも西日本では広く単語声調が分布する。）

## 表記法

### 国際音声記号による声調の表記
国際音声記号(IPA)では次の2種類の方法で声調を表している。ダイアクリティカルマークを使う左側の方法はアフリカの声調言語の表記のためにとくにしばしば用いられてきた。右側の図像的な声調文字を後置させる方法は趙元任によって1933年に考案され、1989年にダイアクリティカルマークを使う方法と並んで国際音声記号として公式に採用された。右側の方法はタイ語や中国語のような言語に向いている。
平板
- - 超高
- - 高
- - 中
- - 低
- - 超低

- - ダウンステップ（段位声調において高い音節が続いたとき後続音節が低めに実現されるもの）
- - アップステップ（段位声調において低い音節が続いたとき後続音節が高めに実現されるもの）

曲線
- - 上昇
- - 下降
- - 高上昇
- - 低上昇
- - 上昇下降

国際音声記号の一覧では両者の表示が1対1に対応するように書かれているが、これは表を単純化するためにこうなっているだけで、実際には両者は必ずしも対応しない。また、Unicodeでは声調文字を5種類(U+02E5 - U+02E9)しか定義していないが、複数の声調文字を並べることで曲折声調として表示されることになっている。

### 五度法（Five-level Scheme）
上記の方法は、特殊な文字や記号を用意する必要があるが、記録や印刷が難しい場合、1から5の数字の組み合わせで表記することも行われている。趙元任によって創始された方法で、調値（tone value）、つまりピッチの高さを、1が一番低く、5が一番高いという5段階に分け、これを時間軸順に1つから4つ並べることによって、音節ごとにピッチのパターンを表記する。このような方式は五度法と呼ばれており、特に中国語方言学の文献で多用されている。
例えば、上記のIPAで用意されている10種は、それぞれ、55、44、33、22、11、15、51、45、12、454と表記する。これを音節の音をしめす文字の右または右上に書き加える。声調変化が起きる場合は、214-35などと、原調の値の後にハイフンを書いて、その後に変化後の値を書く場合もある。

## 声調変化
声調のパターンが意味の区別に用いられるとはいえ、かならずしもどんな条件下でもそのパターンが維持されるとは限らず、パターンに変化が起きる場合があり得る。このような現象を連続変調（tone sandhi）という。
例えば、単語声調である日本語の場合、複数の単語が結びついたり、「が」などの助詞が付くと高さが変わることがある。
例： 花　＋　占い　→　花占い

　　低高　低高高高　→　低高高低低低
また、曲線声調である中国語の場合も、一音節の語が熟語となった場合や続けて言う場合などに連続変調が起きる。
例： 海　＋　底　→　海底

　　低昇　＋　低昇　→　高昇 低昇　
連続変調以外の声調変化として、中国語（普通話）では曲線声調が消える現象もあり、軽声と呼ばれる。
広東語では、一音節の語でも口語化すると声調が変わったり、意味が変化すると声調が変わる例もあるが、これも連続変調ではない声調変化の例である。

## 声調発生
声調発生 (tonogenesis) は、非声調的な対立 (例: 無声音/有声音) から声調の対立が生じる通時的な音変化を指す。
この現象に早くから着目したのが、フランスの言語学者アンドレ＝ジョルジュ・オドリクールである。
オドリクールは、“De l’origine des tons en vietnamien (ベトナム語における声調の起源について)" と題された1954年の論文で、東・東南アジアの諸言語に見られる声調の歴史的な変遷と、ベトナム語の系統発生にまつわる問題について扱っている。そこではまず、中古中国語・ベトナム語・タイ語などの音韻史において、無声音/有声音の区別が頭子音から消失した一方で、新たな声調の区別が発生したと論じられる。なお、有声阻害音が低調の無声音へと変化したのは、その後、チベット語といった他の言語でも報告されている。
さらにオードリクールは、声調言語のベトナム語を、非声調のモン・クメール語派と比較した上で、ベトナム語の曲線声調が、音節末子音の消失に伴って出現した可能性を指摘した。
ベトナム語と平行的な *-ʔ や *-sからの声調発生は、上古中国語が中古中国語に発展した過程でも起こったと推定されている。その証拠は、「對馬」や「波羅奈」のような固有名詞の漢字表記や、同系統のチベット語と共通する派生プロセスなどに認められる。

## 地理的分布
声調言語は、東アジア・東南アジア・アフリカ・南アメリカ・中央アメリカ・北アメリカの言語によく見られる。
東南アジア言語連合の声調言語においては、4つから6つの声調を区別する言語が一般的である。漢語のほか、クラ・ダイ語族・フモン・ミエン語族・ロロ・ビルマ語群・カレン諸語は基本的に声調言語である。一方、オーストロアジア語族はその限りでない。東南アジアで話されるオーストロアジア語族の中でも、ベトナム語は声調の区別を持つ。
Maddieson (2013) による527言語のサンプルの中でも、アフリカの言語は、大部分が声調を持つ。その多くは高声調と低声調の2つが対立するだけの言語であるが、より多くの対立を持つ複雑な声調言語も、特に西アフリカでは珍しくない。

## 声調言語の例

### 中国語

普通話の声調

中国語は典型的な声調言語である。各言語・方言により調類の数や調値はかなり異なるが、歴史的に中古音の四声（平声・上声・去声・入声）から音韻変化し、調類の枠組み自体はそれほど変化していない。これにより四声を陰陽2調に分けた八声（四声八調）で分類されている。詳細は各言語・方言の記事および四声#現代音における声調を参照。
中国語の音の高さは5度式によって説明されることが多い。例えば、右図にある普通話の第4声（4th tone）は5の高さから1の高さに下がるので「51」で表される。国際音声記号はこれに低「˩ 1」、半低「˨ 2」、中「˧ 3」、半高「˦ 4」、高「˥ 5」のように対応している。しかし、中国語は基本的に曲線声調を用いるので、中国方言学の論文や専門書では上記の曲線声調用の記号を応用したり、5度式の数字で表す例も多い。

#### 普通話の声調
普通話（北京官話をベースにした共通語）には以下のような4つの声調（四声）がある（なおIPAの声調符号は折れ線によって表記される1つの記号であるが、フォント環境によっては分割されて表示される）。拼音（ピンイン）表記の場合、母音の上に符号（声調符号）を書き、注音符号の場合は後に書くことでその声調を示す。
| 四声           | 拼音            | 注音符号 | 声調パターン | 声調値とIPA    | 特徴 |
| -------------- | --------------- | -------- | ------------ | -------------- | --- |
| 第一声（陰平） | ¯ (ā ō ē ī ū ǖ) | 無表記   | 高平調       | ˥ 55 [á, a˥]   | 高→高の発音。少し高い声で歌を歌っているつもりで、高く平らに発音する。                                                                                                  |
| 第二声（陽平） | ´ (á ó é í ú ǘ) | ´        | 高昇調       | ˧˥ 35 [á̆, a˧˥] | 中→高の発音。日本語では意外なことを言われた時に「はぁ？」「えぇ？」という時の発音に近い。                                                                              |
| 第三声（上声） | ˇ (ǎ ǒ ě ǐ ǔ ǚ) | ˇ        | 降昇調       | ˨˩˦ 214 [a˨˩˦] | 半低→低→半高の発音。日本語ではがっかりした様子で「あーあ」という時の発音に近い。 通常の会話で第三声を発声する時は、文末等で音が切れるときを除いて半低→低と発音される。 |
| 第四声（去声） | ` (à ò è ì ù ǜ) | `        | 下降調       | ˥˩ 51 [â, a˥˩] | 高→低の発音。日本語では大変な仕事を終えた時に「ふぅ」という時に近い。                                                                                                  |

第一声のみ段位声調で、残りは曲線声調である。このように、両者を用いるものを複合声調という。
数は少ないが、以下のように声調が変化することがある。
- 第三声が連続する場合は、最後の音節を除いて第二声で発声する。この場合の声調記号は変化しない。例えば、「こんにちは」を意味する「你好」は両方とも第三声であるため、「你」は第二声で発声する。
- 「不」は第四声であるが、直後に第四声がある時は第二声で発声する。この場合の声調記号は変化する。
- 「一」は第一声であるが、順番や序列を表す時を除いて以下のように声調が変化する。この場合の声調記号は変化する。
  - 直後に第一声、第二声、第三声がある時は第四声で発声する。
  - 直後に第四声がある時は第二声で発声する。

また、普通話の場合は「軽声」という前の発音の勢いで軽く添えるだけの発音もある。軽声は普通話の拼音では表記しないが、注音符号では「・」で表される。

#### 中古中国語との対応
唐代などの中古中国語の声調は伝統的に平声・上声・去声・入声（略して平上去入）の四声に区分されているが、このうち入声は語末に無開放閉鎖音の [p̚]、[t̚]、[k̚] などをもつ音節をさし、言語学的な意味の声調とは異なっている。現代北京方言との基本的な対応関係は、
- 平声→音節頭の子音が無声ならば第1声（陰平）、有声ならば第2声（陽平）
- 上声→第3声、ただし有声阻害音で始まっていた音節では第4声（濁上変去）
- 去声→第4声

である。入声は北京方言では消失し、音節頭の子音が有声阻害音の場合は第2声、それ以外の有声子音では第4声に合流したが、無声子音では複雑な対応を見せる。それ以外の方言の対応については四声を参照。

### マサイ語
ケニアやタンザニアで話されるマサイ語の名詞や形容詞には主格と対格（絶対格）の区別があるが、その弁別の役割を果たすのは声調である。声調がこの様な役割を担う言語には、マサイ語と同じナイル諸語のカレンジン語の一種であるナンディ語（Nandi; ケニア）やシルク語（Shilluk; 南スーダン）のほか、マバ語（Maba; チャド）やドゴン語の一種 Jamsay（マリおよびブルキナファソ）といったアフリカのものが存在する。

## 声調言語と歌曲
中国語（普通話）の歌は、メロディーに歌詞をつける際に声調はあまり重視されない。これに対して、中国南部の方言である広東語（例えば香港の歌謡曲）、閩南語やベトナム語など、調類が比較的多い言葉では、調値の高低に合わせて作曲されるか、作曲された音階に合わせて歌詞をつける際に、調値が近い語が選ばれる。声調とメロディーの高低が合っていないと、別の意味に理解される可能性もあるので、作詞者・作曲者は声調に対して十分な知識を持っていなければならない。従って、外国曲の広東語カバーを作成する時には歌詞に合わせるために、オリジナル曲のうちある特定の音符の高さを変えることもある。
また、普通話と広東語では、調類が同じでも調値やパターンは異なるので、普通話の歌詞を広東語読みにしてもメロディーには合わないのが普通である。従って、同じメロディーの曲でも歌詞が普通話と広東語の2つのバージョンがあるのは普通である。